# William Brodie
William Brodie, più comunemente noto con il suo prestigioso titolo di "Diacono Brodie" (Inglese: Deacon Brodie) (Edimburgo, 28 settembre 1741 – Edimburgo, 1º ottobre 1788), è stato un artigiano, politico e criminale scozzese, che ebbe una vita segreta come scassinatore, in parte per il piacere del brivido che ciò gli dava, in parte per finanziarsi al gioco d'azzardo.
Di giorno, Brodie era un rispettabile uomo d'affari, membro del consiglio del burgh e diacono (o presidente) della "Corporazione di falegnami e scalpellini" (Incorporation of Wrights and Masons). Parte del suo lavoro di costruttore di armadietti consisteva nell'installazione e riparazione delle loro serrature e di altri meccanismi di sicurezza, nonché nella riparazione delle serrature delle porte. Fu anche membro di una giuria. Socializzò con l'alta borghesia di Edimburgo, conoscendo il poeta Robert Burns e il pittore Sir Henry Raeburn. Fu anche membro del "Circolo della Cappa di Edimburgo" (Edinburgh Cape Club).
Di notte, però, Brodie diventava uno scassinatore e un ladro. Si serviva del suo lavoro diurno come mezzo per conoscere i meccanismi di sicurezza dei suoi clienti e per copiare le loro chiavi usando stampi di cera. In qualità di principale falegname della città, la sua opera era richiesta nelle case di molti dei membri più ricchi della società di Edimburgo. Utilizzava i proventi illeciti per mantenere la sua seconda vita, inclusi cinque figli, due amanti che non sapevano l'una dell'altra e il vizio del gioco d'azzardo. Presumibilmente iniziò la propria carriera criminale intorno al 1768, quando copiò le chiavi della porta di una banca e rubò 800 sterline. Nel 1786 reclutò una banda di tre ladri: Brown, Smith ed Ainslie.
Ciò che portò alla caduta di Brodie ebbe inizio più tardi nel 1786, quando organizzò un'incursione armata in un ufficio delle imposte nel quartiere di Chessel, nel Canongate. Il piano di Brodie fallì ed Ainslie fu catturato. Per evitare la deportazione, Ainslie acconsentì a deporre contro i propri complici e fornì informazioni sul resto della banda. Brodie scappò nei Paesi Bassi con l'intenzione di fuggire negli Stati Uniti, ma fu arrestato ad Amsterdam e riportato ad Edimburgo a bordo di una nave per essere processato.
Il processo ebbe inizio il 27 agosto 1788. Non c'erano prove schiaccianti contro Brodie, prima che gli strumenti del suo traffico criminale fossero trovati nella sua casa: copie di chiavi, una maschera e delle pistole. La giuria dichiarò colpevoli Brodie e il suo scagnozzo George Smith, un droghiere. Smith era un fabbricatore inglese di serrature, responsabile di un certo numero di furti, tra cui anche quello della mazza d'argento dall'Università di Edimburgo.
Brodie e Smith furono impiccati nel Tolbooth, la prigione municipale di Edimburgo, il 1º ottobre 1788, usando una forca che Brodie aveva progettato e finanziato l'anno prima. Secondo una storia, Brodie aveva indosso un collare d'acciaio e un tubo d'argento per evitare che l'impiccagione fosse fatale. Si racconta che avesse corrotto il boia per fare in modo che ignorasse la cosa e che avesse organizzato la rimozione immediata del proprio corpo nella speranza di poter essere rianimato subito dopo. Se anche andò così, il piano fallì. Brodie fu sepolto in un'anonima tomba presso la chiesa parrocchiale di Buccleuch. In seguito, tuttavia, circolarono voci di un suo avvistamento a Parigi, che diedero ulteriore smalto alla storia del suo progetto per eludere la morte.

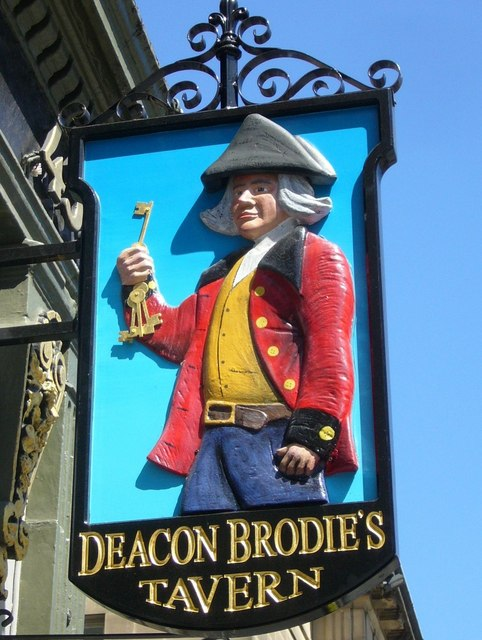
L'insegna della taverna Deacon Brodie nella Royal Mile di Edimburgo

Il mito popolare racconta che il Diacono Brodie costruì la prima forca ad Edimburgo e ne fu anche la prima vittima. A tal riguardo, in seguito ad approfondite ricerche, William Roughead sostenne di poter affermare con sicurezza che, sebbene il Diacono potesse aver contribuito alla progettazione, "...ciò non è assolutamente possibile in relazione alla costruzione, né fu il primo a beneficiare della sua ingenuità".
La dicotomia tra la rispettabile facciata di Brodie e la sua vera natura ispirò Robert Louis Stevenson per la scrittura del romanzo Lo strano caso del dottor Jekyll e del signor Hyde. L'arredamento del padre di Stevenson era stato fatto da Brodie.

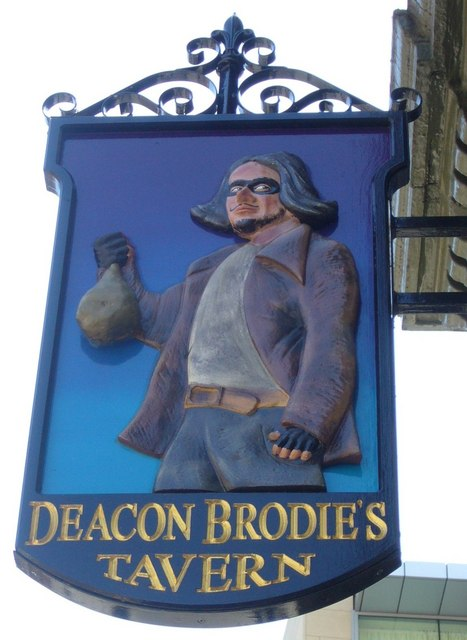
L'alter ego di Deacon Brodie

Il Diacono Brodie è ricordato da un pub che porta il suo nome sulla Royal Mile di Edimburgo, all'angolo tra Lawnmarket e Bank Street che porta verso The Mound; gli è stata intitolata una piccola traversa della Royal Mile e c'è anche un altro pub a lui intitolato in Ward Road, a Dundee. Un pub di New York con il suo nome si trova sul lato sud della famosa Restaurant Row nella West 46th Street, tra la 8th Avenue e la 9th Avenue. Il pub sarebbe infestato dal fantasma del diacono, che appare nelle notti di tempesta.
Nel 1975 è stato pubblicato un libro sulla sua vita, intitolato Lo strano caso del Diacono Brodie. Nel 1997 è stato realizzato con lo stesso titolo un film TV con protagonista Billy Connolly..